# Giovanni Urbani (cardinale)
Giovanni Urbani (Venezia, 26 marzo 1900 – Venezia, 17 settembre 1969) è stato un cardinale e patriarca cattolico italiano.

## Biografia
Nacque a Venezia il 26 marzo 1900 ed era figlio di Angelo ed Elisabetta Borghi. Venne battezzato l'8 aprile nella chiesa di San Pantalon.

### Formazione e ministero sacerdotale
Dopo gli studi iniziali nella scuola elementare "Sant'Agnese" dell'Istituto dei Padri Cavanis entrò nel seminario patriarcale di Santa Maria della Salute il 16 ottobre 1913.
Durante la prima guerra mondiale ha operato come caporale nel distretto militare di Cornegliano dal marzo al 20 ottobre 1918.
Il 31 ottobre 1918 ricevette in seminario gli abiti ecclesiastici mentre il 20 dicembre successivo ricevette la tonsura ecclesiastica. Il 18 dicembre 1920 ricevette i primi due ordini minori dell'ostiariato e del lettorato. Il 17 dicembre dell'anno successivo ricevette gli altri due, l'esorcistato e l'accolitato. Fu ordinato suddiacono il 1º aprile 1922 e diacono il 10 giugno successivo.
Il 24 settembre 1922 fu ordinato presbitero per il patriarcato di Venezia nel duomo di Murano dal cardinale Pietro La Fontaine.
Dal 1922 al 1927 fu coadiutore presso la parrocchia del duomo di Murano; per nove mesi nel 1924, fu cappellano nell'isola di Sant'Erasmo. Tra il 1925 e il 1926 completò gli studi di diritto canonico presso la Facoltà di diritto canonico di Venezia. In seguito insegnò scienze bibliche e teologia pastorale nel seminario patriarcale. Dal 1926 insegnò religione in diverse scuole pubbliche e private. Il 15 luglio 1926 divenne notaio ecclesiastico. Il 31 ottobre 1927 divenne rettore della parrocchia di San Samuele. Il 7 novembre 1936 divenne vicepresidente della giunta diocesana di Azione Cattolica e presidente, come delegato patriarcale, dell'ufficio diocesano per la direzione della Azione Cattolica, il 29 settembre 1939. Il 12 novembre 1936 venne nominato ciambellano privato di Sua Santità. Il 28 ottobre 1940 divenne promotore di giustizia nel tribunale regionale per le cause matrimoniali. Il 5 giugno 1943 fu promosso a prelato domestico di Sua Santità mentre il 22 dello stesso mese venne nominato cancelliere patriarcale. Il 28 febbraio 1944 divenne promotore della fede nel processo di beatificazione di papa Pio X. Il 1º gennaio 1945 papa Pio XII lo nominò segretario della Commissione episcopale per lo studio dello statuto dell'Azione Cattolica e della Commissione per il coordinamento delle opere cattoliche. Fece parte della commissione per la ricostruzione e la riparazione degli edifici ecclesiastici danneggiati durante la seconda guerra mondiale. Dal 19 marzo 1945 fece parte del comitato per l'erezione della casa diocesana di esercizi spirituali.

### Ministero episcopale e cardinalato

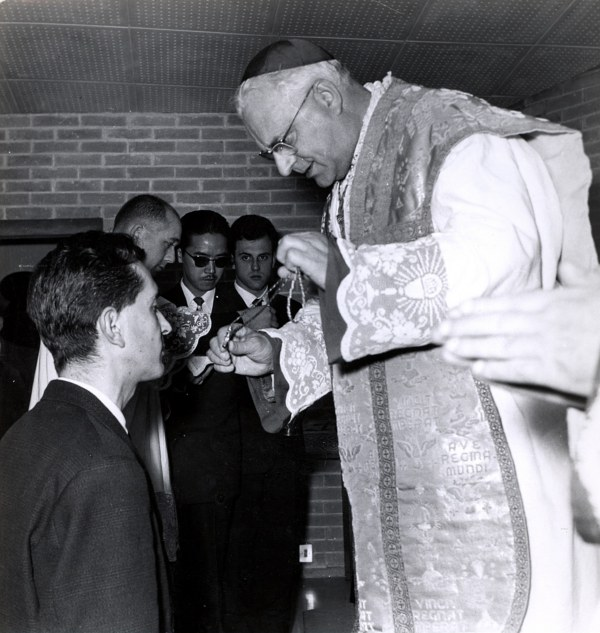
Il cardinale Urbani durante una cerimonia, nel 1964.

Il 26 ottobre 1946 papa Pio XII lo nominò assistente ecclesiastico generale dell'Azione Cattolica e vescovo titolare di Assume. Ricevette l'ordinazione episcopale l'8 dicembre dello stesso anno dal patriarca di Venezia Adeodato Piazza, coconsacranti il vescovo ausiliare del patriarcato Giovanni Jeremich e il vescovo di Vicenza Carlo Zinato. Il 27 novembre 1948 venne elevato ad arcivescovo e gli venne assegnata la sede titolare di Sardi.
Dal 1952 al 1953 è stato il primo segretario della Conferenza episcopale italiana.
Il 14 aprile 1955 fu nominato arcivescovo, titolo personale, di Verona.
Fu nominato patriarca di Venezia l'11 novembre 1958 dal suo predecessore sulla cattedra di San Marco, il cardinale Angelo Giuseppe Roncalli, divenuto papa con il nome di Giovanni XXIII: da lui venne anche elevato cardinale nel concistoro del 15 dicembre 1958, inizialmente del titolo di Santa Prisca e successivamente di San Marco (che tradizionalmente viene assegnato ai patriarchi di Venezia), nel marzo 1962, essendo divenuto vacante per la morte del cardinale Elia Dalla Costa, avvenuta nel dicembre 1961.
Partecipò al Concilio Vaticano II dal 1962 fino alla sua chiusura nel 1965; prese parte inoltre al conclave che nel 1963 elesse Paolo VI, essendo peraltro accreditato da molti tra i papabili.
Dal 1º settembre 1965 fu membro del Comitato direttivo, insieme ai cardinali Giovanni Colombo, arcivescovo di Milano, e Ermenegildo Florit, arcivescovo di Firenze, chiamato da Paolo VI a dirigere pro tempore la Conferenza Episcopale Italiana; di cui poi, dopo l'approvazione del nuovo Statuto (16 dicembre 1965), fu nominato presidente il 2 febbraio 1966, carica che gli fu rinnovata nel febbraio 1969.
Partecipò alla prima assemblea generale ordinaria del Sinodo dei vescovi tenutasi nella Città del Vaticano dal 29 settembre al 29 ottobre 1967.
Assistito dalla madre novantunenne, morì a Venezia il 17 settembre 1969 per un attacco di cuore e venne sepolto nella cripta della basilica di San Marco. La sua posizione quale patriarca di Venezia fu singolare, per il fatto che sia il suo predecessore che il suo successore ascesero al soglio di Pietro.

## Genealogia episcopale e successione apostolica
La genealogia episcopale è:
- Cardinale Scipione Rebiba
- Cardinale Giulio Antonio Santori
- Cardinale Girolamo Bernerio, O.P.
- Arcivescovo Galeazzo Sanvitale
- Cardinale Ludovico Ludovisi
- Cardinale Luigi Caetani
- Cardinale Ulderico Carpegna
- Cardinale Paluzzo Paluzzi Altieri degli Albertoni
- Papa Benedetto XIII
- Papa Benedetto XIV
- Cardinale Enrico Enriquez
- Arcivescovo Manuel Quintano Bonifaz
- Cardinale Buenaventura Córdoba Espinosa de la Cerda
- Cardinale Giuseppe Maria Doria Pamphilj
- Papa Pio VIII
- Papa Pio IX
- Cardinale Alessandro Franchi
- Cardinale Giovanni Simeoni
- Cardinale Antonio Agliardi
- Cardinale Basilio Pompilj
- Cardinale Adeodato Piazza, O.C.D.
- Cardinale Giovanni Urbani

La successione apostolica è:
- Arcivescovo Lino Zanini (1959)
- Arcivescovo Alessandro Maria Gottardi (1963)
- Vescovo Agostino Ferrari Toniolo (1967)
- Arcivescovo Pietro Cocolin (1967)
- Arcivescovo Pierluigi Sartorelli (1967)